# Clivia (pomme)

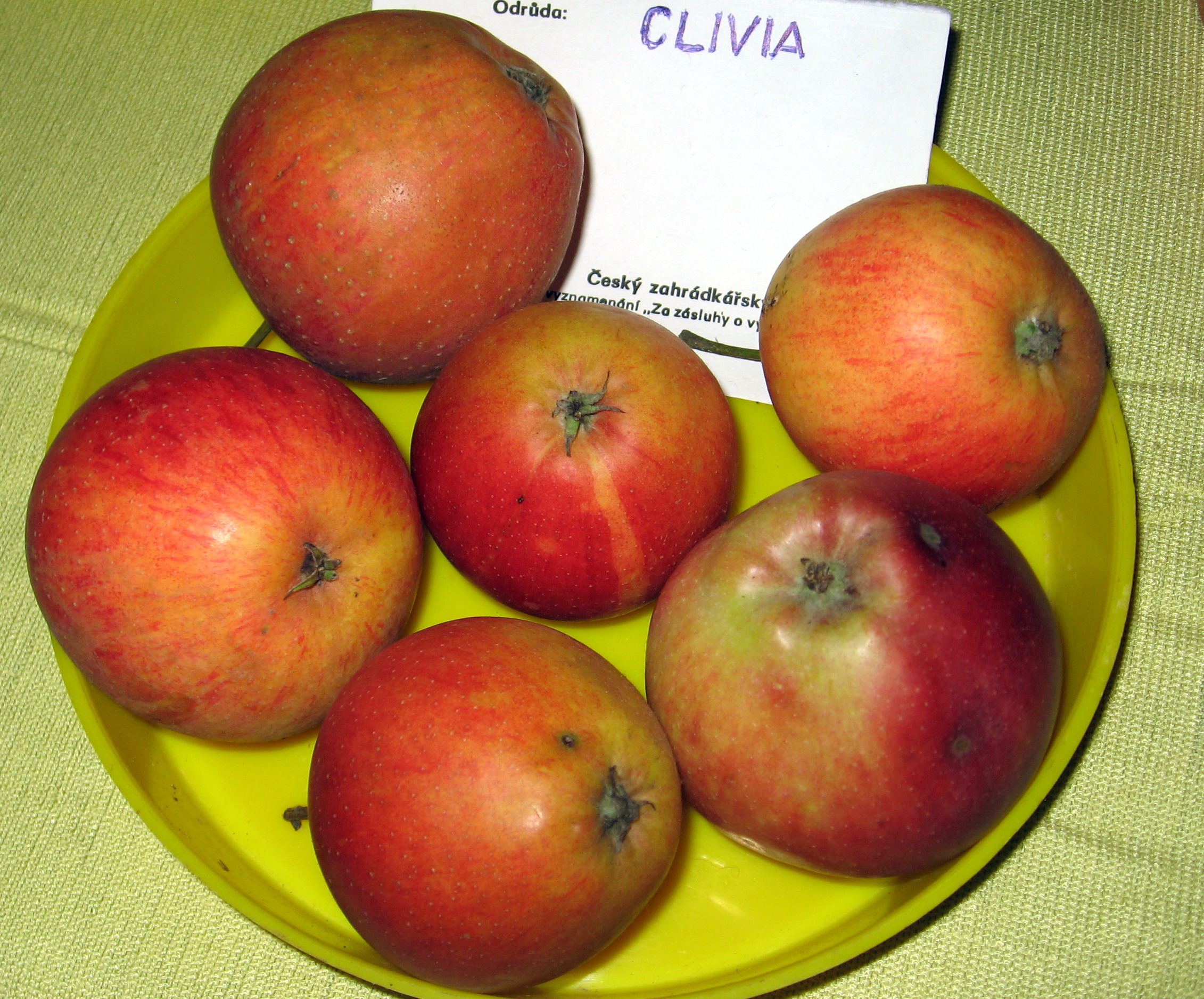
Pommes Clivia.

Clivia est le nom d'un cultivar de pommier domestique.

## Origine
Cette variété a été obtenue vers 1930 à Brandenburg en Allemagne et distribuée en 1961.
Clivia a été créée à l'Institut für Acker- und Pflanzenbau de Müncheberg à Märkisch-Oderland en Allemagne de l'Est, qui se trouvait à l'époque en République démocratique allemande. 
C'est un hybride de 'Geheimrat Doktor Oldenburg' et 'Cox's Orange Pippin'. Il a été signalé comme une nouvelle variété en 1964 et 1965. C'est le parent d'un nouveau cultivar, 'Pinova', en 1965.

## Parenté
La pomme Clivia provient du croisement Dr. Oldenburg × Cox's Orange Pippin.

Descendant(s):

- Reanda
- Regia
- Releika
- Renora
- Rewena (résistante aux races communes de tavelure)

### Hybrides
Les cultivars qui descendent de 'Clivia' : 'Pilot' ('Clivia' x 'Ondine'), 'Pinova' ('Clivia' x 'Golden Delicious'), 'Rubinstep' ('Clivia'x 'Rubin'), Pirouette (Rubin x Clivia).

## Pollinisation
Groupe de floraison: A

S-génotype: S5S9